# 사마조 (서진)
성양애왕 사마조(城陽哀王 司馬兆)는 서진의 황족으로 사마소의 아들이다. 자(字)는 천추(天秋)이다.
열 살에 요절(薨)하여 진 무제 사마염이 황제에 오르면서 조서를 내렸다. 어려서 총명하면서 슬기롭고 숙성하였지만 불행하게 일찍 죽어 선제(先帝)와 선후(先後)가 특별히 슬퍼하였다. 선후가 그 뒤를 이루려하였으나 따르지 못하여 매일 그 뜻을 마음에 두어 슬퍼하여 사마경을 후사로 삼았고 사마조의 시호를 더하여 봉하였으나, 태시 6년 사마경이 요절하였고, 사마헌이 애왕을 계승하였으나 요절하였다. 6남 동해왕 사마지가 이였으나 요절하여, 함녕 초에 13남 사마하를 청해왕으로 봉하여 그 뒤를 이였다.

## 가족관계
- 증조부 : 사마방
  - 조부 : 사마의(고조 선황제)
  - 조모 : 장춘화(선목황후 장씨)
    - 양부 : 사마사(세종 경황제)
    - 양모 : 하후휘(경회황후 하후씨)
    - 양모 : 양휘유(경헌황후 양씨)
    - 친부 : 사마소(태조 문황제)
    - 친모 : 왕원희(문명황후 왕씨)
      - 형 : 사마염(세조 무황제)
      - 형 : 사마유
      - 형 : 사마정국
      - 동생 : 사마광덕
      - 동생 : 경조장공주